# Pleonasmo
Un pleonasmo (del griego πλεονασμός pleonasmós; de πλέον, pléon, ‘más, demasiado’) es una expresión lingüística en la que aparecen uno o más términos redundantes, es decir, en que por lo menos alguno de los términos usados podría omitirse sin variar el significado denotativo de la expresión. El uso de estas expresiones puede deberse a una intención de claridad o énfasis, o a un uso ya extendido en una lengua o variedad lingüística por acción de un proceso de lexicalización. En un registro formal, sobre todo en la lengua escrita, a menudo los pleonasmos son rechazados socialmente.
La palabra pleonasmo se utiliza en la lengua española para nombrar a una clase de figura retórica. Esta consiste en el uso de términos que refuercen lo dicho en una oración o expresión, pero que no añaden información valiosa, ya que sin ellos la frase se entendería de la misma forma.[cita requerida] El Diccionario de la lengua española, de la Real Academia Española, también recoge los términos endíadis y datismo, que deriva de Datis, sátrapa medo que luchó en Maratón y que caía frecuentemente en esta construcción gramatical.

## Ejemplos
Algunos ejemplos típicos de pleonasmo son:
| El sustantivo contiene toda la información: | El verbo contiene toda la información: | El primer adjetivo contiene toda la información:                                                                                 |
| --- | --- | --- |
| - Accidente fortuito - Ambos dos - Antecedentes previos - Base fundamental - Cita previa - Desenlace final - Destino final - Falso pretexto - Hecho real - Máximo paroxismo - Mentira falsa - Nexo de unión - Lava volcánica - Pared divisoria - Parte integrante - Pegamento adhesivo - Peluca postiza - Persona humana - Protagonista principal - Puño cerrado - Querella criminal - Regalos gratis - Réplica exacta - Sorpresa inesperada - Supuesto hipotético - Testigo presencial - Un viejo anciano - Una sonrisa en los labios | - Avanzar adelante - Bajar abajo - Deambular sin rumbo - Entrar adentro - Meter dentro - Sacar fuera - Salir afuera - Subir arriba - Venir aquí - Beber líquidos - Callar la boca - Conocer por primera vez - Inventar por primera vez - Oponer resistencia - Perdurar en el tiempo - Prever con antelación - Reservar exclusivamente - Soler hacer algo a menudo - Ver con ojos propios - Volar por los aires - Volver a repetir/repetir otra vez/repetir de nuevo | - Blanco claro - Negro oscuro - Interrelacionados entre sí - Mi propia opinión personal - Donativo voluntario - Hueco por dentro |

## Uso del pleonasmo
En algunos casos, el pleonasmo tiene valor expresivo y se utiliza como recurso estilístico, como sucede en estos ejemplos, tomados de sendos romances tradicionales:
[...] Y, yendo más adelante,
hay un verde naranjuez *
de naranjas y limones
que más no podía tener.
El labrador que lo guarda
es un ciego que no ve. [...]
(Romance de la huida a Egipto)
* naranjal

Te echaré cordón de seda
para que subas arriba;
y si el cordón no alcanzare,
mis trenzas añadiría.
/       
* yo me la vi
 
Yo me la vi, 
Bailando con otro hombre, 
Me partió el corazón, 
Lo confronte como hombre. 
(Libros de enamorados) 
(Romance del enamorado y la muerte)

## Figura opuesta
Lo contrario del pleonasmo es la elipsis, figura retórica que consiste en quitar elementos que se sobreentienden en una oración. Sin embargo, ha tenerse en cuenta que el pleonasmo, en algunas ocasiones, es necesario, por ejemplo «es útil cuando ciertos vocablos, al parecer superfluos, se emplean para dar más fuerza y colorido a la expresión, y para que a las personas que nos oyen no les quede duda alguna de lo que les queremos referir o asegurar», según señalaba la Gramática de 1917, en el apartado titulado «Del pleonasmo» (p. 442).